# Train (banda)
Train es una banda de rock y pop estadounidense, proveniente de San Francisco, California, formada en 1994. Actualmente, la banda cuenta con un quinteto básico, formado por Patrick Monahan (voz), Luis Maldonado (guitarra), Héctor Maldonado (bajo, voz), Jerry Becker (teclados, guitarra) y Drew Shoals (batería, percusión).
Train, con una línea que incluía como miembros originales a Rob Hotchkiss y Charlie Colin, así como Monahan, Stafford, y Underwood, alcanzó su fama con su álbum debut, Train, el cual fue lanzado en 1998 con el hit "Meet Virginia". Su segundo álbum, Drops of Jupiter (2001), trajo a la banda una masiva popularidad. El primer sencillo del álbum, "Drops of Jupiter (Tell Me)", fue un éxito internacional y ganó dos Premios Grammy en el año 2002. El álbum fue certificado doble platino en los Estados Unidos y Canadá y sigue siendo el álbum más vendido de la banda hasta la fecha.
Su tercer álbum de estudio, My Private Nation, publicado en 2003, continuó el éxito de la banda, y fue certificado platino en los Estados Unidos con el éxito "Calling All Angels". Tras la partida de Hotchkiss y Colin, la banda lanzó su cuarto álbum, For Me, It's You en 2006, con Johnny Colt en el bajo y Brandon Bush en el teclado. A pesar de ser bien recibido por las críticas, el álbum no fue un éxito comercial. Train entonces cesó su actividad por tres años.
A finales de 2009 y volviendo a sus raíces, graban Save Me, San Francisco, Train recuperó y acrecentó su antiguo éxito con dos de sus singles de Save Me, San Francisco - la RIAA certificó 6x multiplatino al hit internacional "Hey, Soul Sister", "If It's Love" o Drive By - ocupando y manteniendo altas posiciones en el Billboard Hot 100, n.º 3 y nº34, respectivamente. El álbum ha sido certificado Oro, tanto por RIAA como por ARIA y actualmente está acercando su posición a platino.

## Discografía

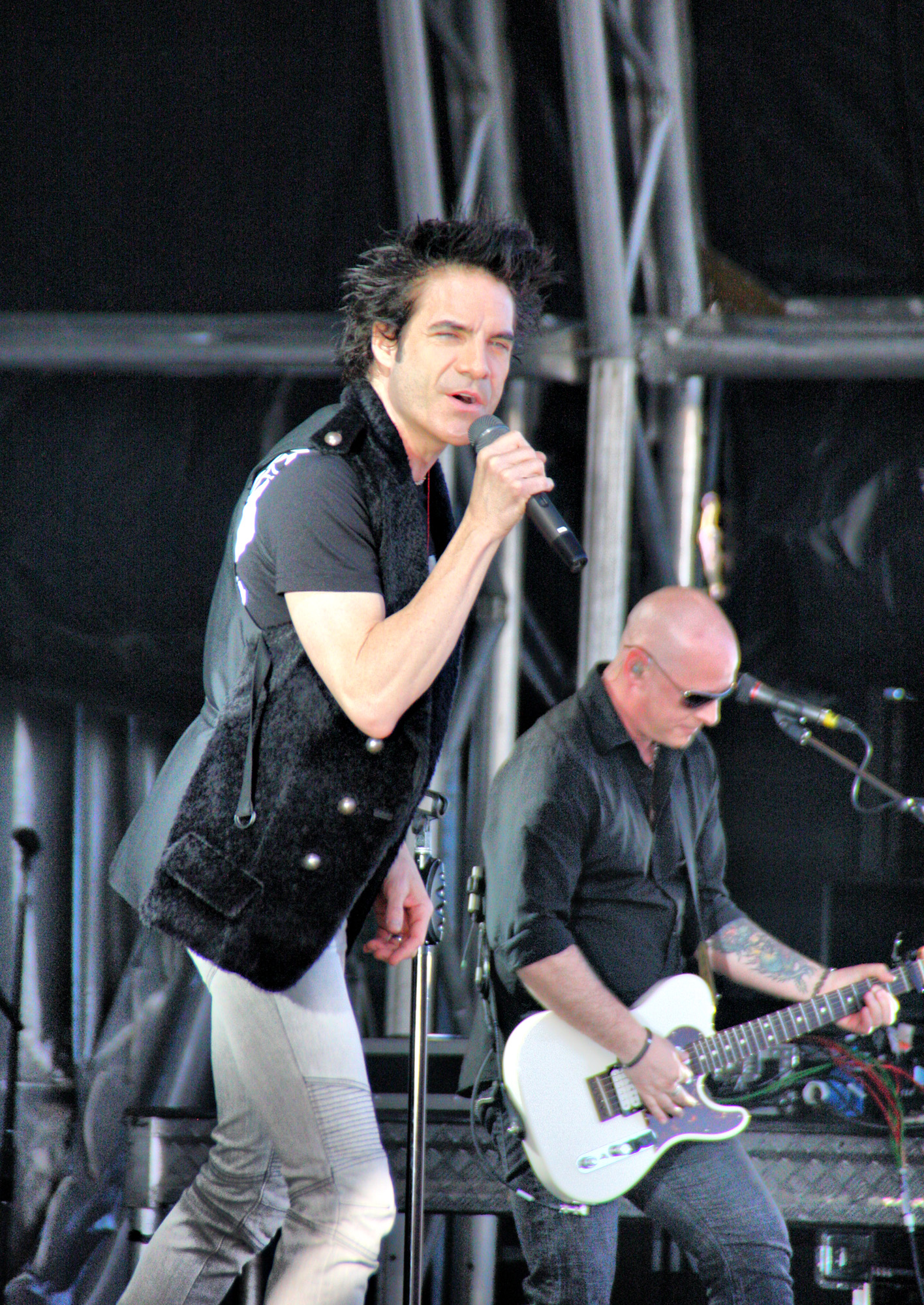
Train en enero de 2011.

- Train (1998)
- Drops of Jupiter (2001)
- My Private Nation (2003)
- For Me, It's You (2006)
- Save Me, San Francisco (2009)
- California 37 (2012)
- Bulletproof Picasso (2014)[1]
- Christmas in Tahoe (2015)
- Train Does Led Zeppelin II (2016)
- A Girl a Bottle a Boat (2017)
- AM Gold (2022)

### Videografía
- Meet Virginia
- Drops of Jupiter (Tell Me) (Versión 1)
- Drops of Jupiter (Tell Me) (Versión 2)
- She's on Fire
- Something More
- Drops of Jupiter (Tell Me) (en vivo desde The Warfield)
- Calling All Angels
- When I Look to the Sky
- Ordinary  (Banda sonora de SpiderMan)
- I'm About to Come Alive
- My Private Nation  (en vivo)

- Get to Me  (en vivo)
- Cab
- Give Myself to You
- Hey, Soul Sister
- If It's Love
- Shake Up Christmas
- Marry Me
- A Broken Wing (con Martina McBride  – en vivo)
- Drive Me
- 50 Ways to say goodbye
- Drive by
- Bruises (con Ashley Monroe)
- Mermaid
- Angel in blue jeans
- Bulletproof Picasso
- Give it all
- Merry Christmas Everybody

## Integrantes
Actuales miembros
- Patrick Monahan - voz, armónica, percusión (1994-2006, 2009-presente)
- Luis Maldonado - guitarra (2016-presente)
- Drew Shoals - batería, percusión (2014-presente)
- Hector Maldonado - bajo, coros (2009-presente)
- Jerry Becker - teclados, piano, guitarra, coros (2009-presente)

Antiguos miembros
- Jimmy Stafford - guitarra, coros (1994-2006, 2009-2016)
- Scott Underwood - batería, percusión (1994-2006, 2009-2014)
- Rob Hotchkiss - guitarra, bajo, piano, armónica, coros (1994-2003)
- Charlie Colin - bajo, guitarra, coros (1994-2004; fallecido en 2024)
- Tony Lopacinsky - bajo (2004-2005)
- Johnny Colt - bajo (2005-2006)
- Brandon Bush - teclados (2003-2006)